# هفتن یشت کوچک
هفتن یشت کوچک بخشی از یشت‌های اوستاست. در اوستا دو هفتن یشت وجود دارد. یکی «هفتن یشت بزرگ» در یسنا که هات‌های ۳۵ تا ۴۱ را دربرمی‌گیرد و احتمالاً سرودهٔ زرتشت بوده‌است و دیگری «هفتن یشت کوچک» که دومین یشت موجود در یشت‌های اوستا می‌باشد و پس از هفتن یشت بزرگ تنظیم شده‌است. هفتن یشت کوچک در ستایش سپنته مینو و امشاسپندان می‌باشد.

## نمونه‌ای از هفتن یشت کوچک
اهوره‌مزدایِ رایومندِ فره‌مند را می‌ستاییم.
اَمشاسپندان، شهریارانِ نیکِ خوب‌کُنش را می‌ستاییم.
بهمن اَمشاسپند را می‌ستاییم.
آشتیِ پیروز را که دیدبانِ دیگر آفریدگان است، می‌ستاییم.
دانشِ سرشتیِ مزداآفریده را می‌ستاییم.
دانشِ آموزشی مزداآفریده را می ستاییم.